# Benjamín Belmar Moya
Benjamín Belmar Moya conocido como Benja (nacido en Bigastro, provincia de Alicante, Comunidad Valenciana, el 26 de agosto de 1978) es un jugador profesional de fútbol español.

## Trayectoria
El 31 de enero de 2008 fue presentado como refuerzo para el Orihuela CF en la segunda vuelta de Segunda División B. Tras dejar el equipo oriolano, Benjamín recaló en el equipo de su pueblo, el Bigastro Club de Fútbol. Se retiró en este mismo club, siendo el capitán indiscutido del equipo. Actualmente, juega torneos de fútbol 7 con uno de sus mejores amigos, Francisco Grau, conocido mundialmente como "Pololo".
- Su hermano Gustavo también fue jugador de fútbol. Se retiró en el Hércules CF debido a una grave lesión.

## Familia
Desconocida